# Ерик Бјурберг
Ерик Алберт Бјурберг (швед. Erik Bjurberg; Солна, 1. јун 1895 — Бандхаген, 22. јун 1976) бивши је шведски друмски бициклиста. Био је члан Бициклистичког клуба Ител ииз Стокхолма.
Учествовао је на Летњим олимпијским играма 1924. у Паризу и такмичио се појединачно  и екипно у друмској трци. У појединачној трци на 188 км није завршио трку. .Резултати тројице најбољих из репрезентације рачунали су се и за екипну конкуренцију. Екипа се такмичила у саставу: Гунар Скелд (4), Ерик Болин (7), Рагнар Малм (17) и Ерик Бјурберг (није завршио трку). Резултат 19.59:41,6 им је донео 3. место и бронзану медаљу.. Иако није завршио трку, као члан екипе која је освојила бронзу, медаља је додељена и њему.. 